# Roll the Bones
Roll the Bones är det fjortonde albumet av Rush, släppt den 3 september 1991. Sex låtar från albumet släpptes som singlar: "Dreamline", "Roll the Bones", "Ghost of a Chance", "Bravado", "Face Up" och "Heresy".

## Låtlista
All musik skrevs av Geddy Lee, Alex Lifeson och all text skrevs av Neil Peart.
Sida ett
1. "Dreamline" - 4:38
2. "Bravado" - 4:35
3. "Roll the Bones" - 5:30
4. "Face Up" - 3:54
5. "Where's My Thing?, Pt. 4: Gangster of Boats" (Instrumental) - 3:49

Sida två
1. "The Big Wheel" - 5:13
2. "Heresy" - 5:26
3. "Ghost of a Chance" - 5:19
4. "Neurotica" - 4:40
5. "You Bet Your Life" - 5:00